# Pterostylis micromega
Pterostylis micromega là một loài thực vật có hoa trong họ Lan. Loài này được Hook.f. miêu tả khoa học đầu tiên năm 1853.